# 한국정교회유지재단
한국정교회유지재단은 1988년 2월 24일 설립된 문화체육관광부 소관의 재단법인이다. 대표자는 조 그라포스 아리스토텔리스이고 사무실은 경기도 가평군 상면 녹수계곡로 157-227에 있다.

## 같이 보기
- 한국 정교회